# ブラジルボク
ブラジルボク（伯剌西爾木、学名: Paubrasilia echinata）は、マメ科ジャケツイバラ亜科ブラジルボク属（ブラジルボクぞく、学名: Paubrasilia）の常緑高木である。別名としてフェルナンブコ、ペルナンブコ、ペルナンブーコ（Pernambuco）、パウ・ブラジル（ポルトガル語: pau-brasil）とも呼ばれる。以前は染料に用いられた。材が硬いため、現在もヴァイオリン属の楽器の弓材として用いられる。原産地は南アメリカブラジル東部。1540年にポルトガル人によってはじめて報告された。
1785年にフランスの博物学者ジャン＝バティスト・ラマルクが『植物百科事典』第1巻461頁で記載した Caesalpinia echinata の学名で長らく知られていたが、2016年10月12日にそれまでのジャケツイバラ属（Caesalpinia）の見直しを行う論文が発表され、ブラジルボクの場合はジャケツイバラ属とは形態的に様々な面で異なる点が考慮され、新たに単型のブラジルボク属とされた。

## 名称
パウ・ブラジル（ポルトガル語: Pau-brasil）の名は「赤い木」の意味で、赤い染料のブラジリンが取れるインド原産のスオウ（Biancaea sappan）の中世ポルトガル名による。パウは「木」を意味し、ブラジルは brasa（プラーザ＝「燃えさし」の意）から由来とされる。外見と用途が似ていたため、ポルトガル人によって本種もパウ・ブラジルと呼ばれるようになった。ブラジルの国号は本種に由来する。

## 形態
常緑広葉樹の高木で、樹高は15メートル（m）である。樹皮は焦げ茶色で、古くなると大きく剥がれて赤い心材が現れる。花柄の先端に鮮やかな黄色い花が数十個ずつ咲いてぶら下がる。花の中心付近には紅色の斑がある。花は花蜜が多く、柑橘系の甘い芳香がする。花後はトゲのある緑色の薄い楕円形の莢（豆果）ができる。

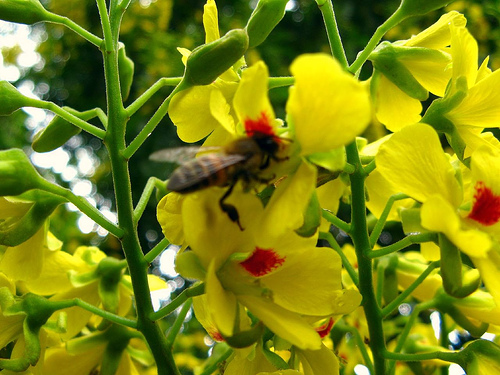
花
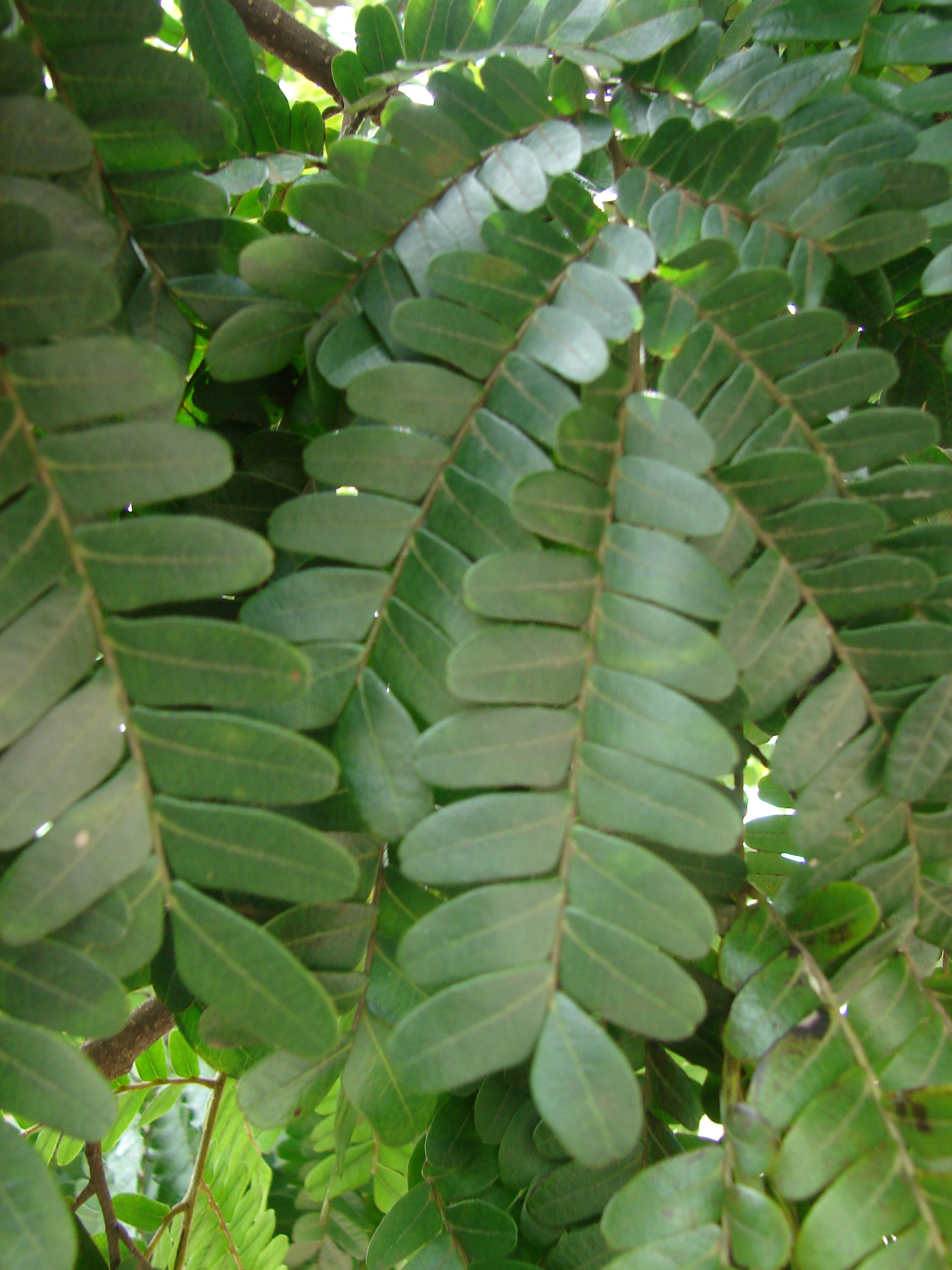
葉
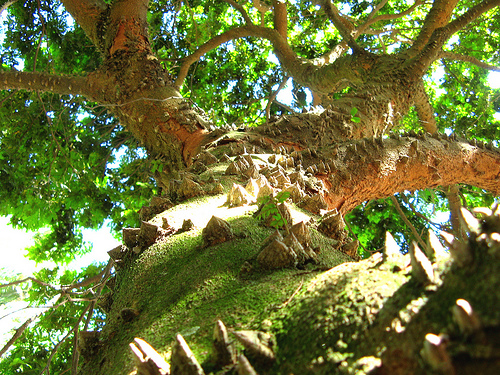
突起のある幹

## 利用
いずれも心材から紅色色素（ブラジリン）が得られ、これを染料として用いた。かつてはブラジルの主産品であったが、化学染料の登場によって廃れた。
またブラジルボクは、堅さと重さと響きのバランスが良いということから、18世紀から今日まで、心材は最高級のヴァイオリンやチェロの弓の材料とされる。ブラジルの州に因んで名付けられたペルナンブコ（フェルナンブコ）とは、弦楽器業界におけるブラジルボクの心材の通称で、大西洋側の山地（フェルナンブコ州）に産出する希少資源と定義されている。

## 歴史

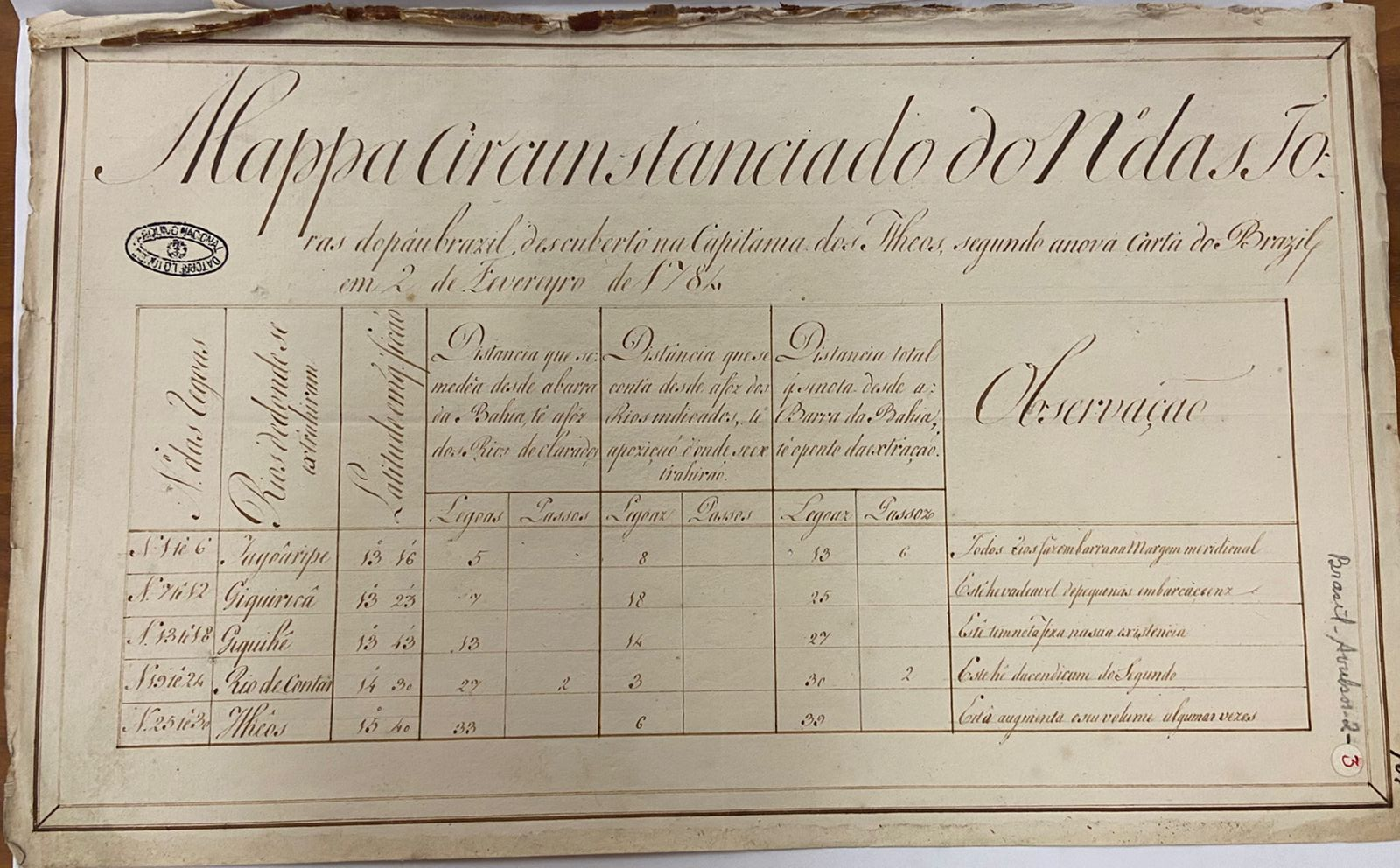
イリェウスの船長で発見されたブラジルボク（パウ・ブラジル）丸太の数の地図

1500年に南米に到達したポルトガル人は、現地の人々が鮮やかな赤い色の服で着飾っているのを見て、スオウと同じ色素を持つブラジルボクをパウ・ブラジルと呼んだ。ルネッサンス時代のヨーロッパでは、赤色の染料は大変貴重で、特に赤い染料で染め上げられたベルベットは王と枢機卿だけのものだった。ポルトガル政府は赤い染料を得るために輸出の独占権を与え、ブラジレイロ（burasileiro）と呼ばれる人々によって海岸近くのブラジルボクが切り倒されて市場に運ばれ、高収益産業が始まった。これまで極東からヨーロッパへの輸入に頼っていたスオウに比べると、南米からの輸送ははるかに容易で、それまで Terra de Vwra Cruz（テハ・デ・ヴェラ・クルス＝「真の十字架の土地」の意）と呼ばれていたブラジルは、Terra do Brasil（テハ・ド・ブラジル＝「ブラジルの土地」の意）になった。
ポルトガルの商業活動は、他国によるブラジルボクの盗伐、密輸、略奪を誘発し、ブラジルボクを積載したポルトガル輸送船は略奪者からの標的となった。ポルトガル人は、フランス人や原住民とも戦い、1555年にはブラジルボクの伐採を目論んだフランスが、現在のリオデジャネイロ付近に植民地を建設しようとしたが失敗に終わった。ところが1630年には、オランダ西インド会社がブラジルボクの自生地の大半をポルトガルから奪取し、20年にわたって組織的に伐採を行って、3000トンの木材をオランダ本国の港へ運び込んだ。
1870年代になると、赤色の染料は合成染料へと置き換わったが、激しく伐採を受けたブラジルボクは再び増えることはなかった。18世紀にフランスのフランソワ・トゥルテがこの心材が持つ振動減衰性の低さに着目し、ヴァイオリンやチェロなど弦楽器の弓に最良の材料であるとして採用すると、その後も需要は高止まりしたためである。現在ブラジルボクは世界に2000本足らずしか残っておらず、その輸出は禁じられ、栽培に向けた取り組みが続けられている。しかし、森で生育する野生のブラジルボクのほうがわずかに密度が高く、いい音が出る弦楽器の弓になるとして、闇市場では年間数百ドルの高値で取引されていると推定されており、現在も盗伐の脅威にさらされている。

## 枯渇と代替品
ブラジルボクは過度の伐採により絶滅の恐れがあるため、IUCNに絶滅危惧種として登録されている。また2007年6月にハーグで開かれたワシントン条約締約国会議において、ブラジルボクは同条約附属書IIに記載された。
2000年、ブラジルボクの生態系保全を目的に研究や啓蒙活動を行う団体IPCI(International Pernambuco Conservation Initiative)が米国で設立され、2002年にドイツ、カナダでも設立された。2004年からはブラジル政府機関の協力の下、PPB(Programa Pau-Brasil)として植林活動を本格的に始動している。

弓の代替材料として様々な試みが行われてきたが、同じブラジル産の熱帯雨林材であるマサランデュバ （Manilkara bidentata, Balatá）、イペなどの他、最近では繊維強化プラスチック（FRP）、カーボンファイバー、グラスファイバーなど人工繊維製弓の改良も進んでいる。